# Sebeta
Sebeta – miasto w Etiopii; w stanie Oromia. Według danych szacunkowych w 2015 roku liczyło 72 600 mieszkańców.